# Ачма
Ачма (груз. აჩმა) — один из видов грузинского хачапури, готовящийся из большого количества слоёв теста, которое немного отваривают, чтобы слои не слипались. В качестве начинки по традиции используют сулугуни, его нарезают или натирают, и пересыпают им каждый слой теста. Подойдёт и другой сыр, также можно сделать 50 % сулугуни и 50 % имеретинского сыров. Тесто для сочности можно промазывать сливочным маслом. Форма для выпечки с тестом и сыром помещается в духовку или печь, где и выпекается ачма.
Главный принцип приготовления ачмы заключается в том, чтобы тесто было несладкое, а сыр — солёный.
Употребляется ачма, как правило, в горячем виде. Удобна тем, что её можно разогревать повторно — её вкус от этого нисколько не портится, поэтому обычно её готовят сразу большими противнями.